# Tasiemce Polski
Na terenie Polski znaleziono dotąd ponad 270 gatunków tasiemców (Cestoda). Postacie dorosłe są pasożytami kręgowców.

## Tasiemce (Cestoda)

### Eucestoda

#### Caryophyllidea
Rodzina Caryophyllaeidae Leuckart, 1878
- Caryophyllaeus brachycollis Janiszewska, 1953
- Caryophyllaeus fimbriceps Annenkova-Khlopina, 1919
- Caryophyllaeus laticeps (Pallas, 1878)
- Archigetes cryptobothrius Wisniewski, 1928
- Archigetes sieboldi Leucart, 1787
- Monobothrium wageneri Nybelin, 1922
- Paraglaridacris silesiacus Janiszewska, 1950

Rodzina Lytocestidae
- Caryophyllaeides fennica (Schneider, 1902)
- Khawia baltica Szidat, 1942
- Khawia sinensis Hsu, 1935

#### SpathebothriideaWardle & McLeod, 1952
Rodzina Acrobothriidae Olsson, 1872
- Cyathocephalus truncatus (Pallas, 1781)

#### BothriocephalideaKuchta, Scholz, Brabec & Bray, 2008
Rodzina Bothriocephalidae Blanchard, 1849
- Bothriocephalus acheilognathi Yamaguti, 1934
- Bothriocephalus claviceps (Goeze, 1782)
- Bothriocephalus scorpii (Muller, 1776)

Rodzina Triaenophoridae Lönnberg, 1889
- Triaenophorus crassus Forel, 1868
- Triaenophorus nodulosus (Pallas, 1781)
- Eubothrium crassum (Bloch, 1779)
- Eubothrium rugosum (Batsch, 1786)

#### Diphyllobothriidea
Rodzina Diphyllobothriidae Lühe, 1910
- Diphyllobothrium dendriticum (Nitzsch, 1824)
- Diphyllobothrium ?ditremum (Creplin, 1825)
- Diphyllobothrium latum (Linnaeus, 1758) – bruzdogłowiec szeroki
- Diphyllobothrium phocarus Fabricius, 1780
- Digamma interrupta (Rudolphi, 1810)
- Ligula colymbi Zeder, 1803
- Ligula intestinalis (Linnaeus, 1758)
- Schistocephalus pungitii Dubinina, 1959
- Schistocephalus solidus (Muller, 1776)
- Spirometra janickii Furmaga, 1953
- Spirometra erinaceieuropaei Rudolphi, 1819

#### Proteocephalidea
Rodzina Proteocephalidae
- Proteocephalus esocis (Schneider, 1905)
- Proteocephalus exiguus La Rue, 1911
- Proteocephalus filicornis (Rudolphi, 1802)
- Proteocephalus gobiorum Dogel et Bykhovskii, 1939
- Proteocephalus longicollis (Zeder, 1800)
- Proteocephalus macrocephalus (Creplin, 1825)
- Proteocephalus neglectus La Rue, 1911
- Proteocephalus osculatus (Goeze, 1782)
- Proteocephalus percae (Muller, 1780)
- Proteocephalus torulosus (Batsch, 1786)
- Silurotaenia siluri (Batsch, 1786)

#### Cyclophyllidea
Rodzina Mesocestoididae
- Mesocestoides lineatus (Goeze, 1782)
- Mesocestoides litteratus (Batsch, 1786)

Rodzina Anoplocephalidae
- Anoplocephala magna (Abildgaard in Muller, 1789)
- Anoplocephala perfoliata (Goeze, 1782)
- Andrya rhopalocephala (Riehm, 1881)
- Mathevotaenia symmetrica (Baylis, 1927)
- Moniezia bendeni (Rudolphi, 1810)
- Moniezia esxpansa (Moniez, 1879)
- Mosgovoyia pectinata (Goeze, 1782)
- Paranoplocephala macrocephala (Douthitt, 1915)
- Paranoplocephala brevis Kirchenblatt, 1938
- Paranoplocephala dentata (Galli-Valerio, 1905)
- Paranoplocephala mamiliana (Mehlis in Gurlt, 1831)
- Paranoplocephala omphalodes (Hermann, 1783)

Rodzina Catenotaeniidae
- Catenotaenia lobata Baer, 1925
- Catenotaenia pusilla (Goeze, 1782)

Rodzina Amabiliidae Braun, 1900
- Schistotaenia macrorhyncha (Rudolphi, 1810)
- Schistotaenia rufi Sulgostowska et Korpaczewska, 1969
- Tatria acanthorhyncha (Wedl, 1855)
- Tatria biremis Kowalewski, 1904
- Tatria dubininae Ryzhikov et Tolkacheva, 1981
- Tatria iunii Korpaczewska et Sulgostowska, 1974

Rodzina Dioecocestidae
- Dioecocestus asper (Mehlis, 1831)

Rodzina Nematotaeniidae
- Nematotaenia dispar (Goeze, 1782)

Rodzina Progynotaeniidae
- Gynsdrotaenia stammeri Fuhrmann, 1936

Rodzina Davaineidae Braun, 1900
- Davainea minuta Cohn, 1901
- Davainea proglottina (Davaine, 1860)
- Raillietina cestilis (Molin, 1858)
- Raillietina echinobothrida (Megnin, 1880)
- Raillietina frontina (Dujardin, 1845)
- Raillietina tetragona (Molin, 1858)
- Raillietina urogalli (Modeer, 1790)
- Idiogenes flagellum (Goeze, 1782)

Rodzina Dilepididae Railliet & Henry, 1909
- Dilepis glareola Dubinina, 1953
- Dilepis limosa Fuhrmann, 1907
- Dilepis undula (Schrank, 1788)
- Acanthocirrus retirostris (Krabbe, 1869)
- Amoebotaenia cuneata (Linstow, 1872)
- Angularrella beema (Clerc, 1906)
- Anomotaenia ciliata Fuhrmann, 1913
- Anomotaenia depressa (Siebold, 1836)
- Anomotaenia discoidea (Beneden, 1868)
- Anomotaenia hydrohelidonis Dubinina, 1953
- Anomotaenia micracantha (Krabbe, 1869)
- Anomotaenia microrhyncha (Krabbe, 1869)
- Anomotaenia mollis (Volz, 1900)
- Anomotaenia riparia Dubinina, 1953
- Anomotaenia spinosocapite (Joyeux et Baer, 1955)
- Anomotaenia stentorea (Froelich 1802)
- Anomotaenia trigonocepahala (Krabbe, 1868)
- Anonchotaenia magniuterina Rysavy, 1957
- Biuterina meropina (Krabbe, 1869)
- Choanotaenia clavigera (Krabbe, 1869)
- Choanotaenia crassicolex (Linstow, 1890)
- Choanotaenia filamentosa (Goeze, 1782)
- Choanotaenia globulus (Wedl, 1855)
- Choanotaenia hepatica (Baer, 1832)
- Choanotaenia infundiblum (Bloch, 1779)
- Choanotaenia microphallos (Krabbe, 1869)
- Choanotaenia musculosa (Fuhrmann, 1896)
- Choanotaenia parina (Dujardin, 1845)
- Choanotaenia passerina (Fuhrmann, 1907)
- Choanotaenia unicoronata (Fuhrmann, 1908)
- Dendrouterina ?botauri Rausch, 1948
- Dendrouterina fuhrmanni (Clerc, 1906)
- Dendrouterina macrosphincter (Fuhrmann, 1909)
- Lateriporus clerici (Johnston, 1912)
- Liga gallinulae (Beneden, 1858)
- Neogryporchynchus cheilancristrotus (Wedl, 1855)
- Paradilepis scolecina (Rudolphi, 1819)
- Parictetotaenia inversa (Rudolphi, 1819)
- Parictetotaenia porosa (Rudolphi, 1810)
- Ptilolepis philomelae Okulewicz, 1991
- Sacciuterina paradoxa (Rudolphi, 1802)
- Sacciuterina parvirostris (Krabbe, 1869)
- Sacciuterina stellifera (Krabbe, 1869)
- Spiniglans constricta (Molin, 1858)
- Spiniglans chelidonariae (Spasskaya, 1957)
- Spiniglans parachelidonariae Jaroń, 1967
- Spiniglans rustica (Neslobinsky, 1911)
- Trichocephaloides megalocephala (Krabbe, 1869)
- Valipora campylancristrota (Wedl, 1855)
- Vitta magniuncinata Burt, 1938
- Vitta tuvensis Matevosyan, 1963
- Copesoma papillosum Sinitzin, 1896

Rodzina Dipylidiidae
- Dipylidium caninum (Linnaeus, 1758) – tasiemiec psi

Rodzina Paruterinidae
- Cladotaenia circi Yamaguti, 1935
- Cladotaenia cylindracea (Bloch, 1782)

Rodzina Hymenolepididae Ariola, 1899
- Hymenolepis cantaniana (Polonio, 1860)
- Hymenolepis diminuta (Rudolphi, 1819)
- Hymenolepis horrida Linstow, 1901)
- Hymenolepis megalops (Nitzsch in Creplin, 1829)
- Anatinella kazachstanica (Maksimova, 1963)
- Anatinella meggiti (Tseng-Shen, 1932)
- Anatinella strepterae (Czaplinski et Wilanowicz, 1969)
- Anatinella tenuirostris (Rudolphi, 1819)
- Aploparaksis crassirostris (Krabbe, 1869)
- Aploparaksis filum (Goeze, 1782
- Aploparaksis fuligulosa Solov'ev, 1911
- Aploparaksis furcigera (Nitzsch in Rudolphi, 1919
- Aploparaksis larina Fuhrmann, 1925
- Aploparaksis parafilum Gąsowska, 1932
- Aploparaksis skrjabinissima Spasskaya, 1950
- Cladogynia fulicatrae (Czaplińska et Czapliński, 1972
- Cladogynia giranensis (Sugimoto, 1934
- Cladogynia guberiana (Czapliński, 1965
- Cladogynia longicirrossa (Fuhrmann, 1906
- Cladogynia megalorchis (Luhe, 1898
- Cladogynia skrjabini (Matevosyan, 1945
- Cladogynia venusta (Rosseter, 1897)
- Confuaria furcifera (Krabbe, 1869)
- Confuaria ?multstriata (Rudolphi, 1810)
- Confuaria podicipina (Szymanski, 1905)
- Coronacanthus omissus (Baer et Joyeux, 1943)
- Dicranotaenia coronula (Dujardin, 1845)
- Dicranotaenia sacciperium (Mayhew, 1925)
- Dicranotaenia spiculigera v. varsoviensis Sinitzin, 1896
- Diorchis asiatica Spasskii, 1963
- Diorchis brevis Rybicka, 1957
- Diorchis danutae Czapliński, 1956
- Diorchis elisae (Skrjabin, 1914)
- Diorchis inflata (Rudolphi, 1819)
- Diorchis ovofurcata Czapliński, 1972
- Diorchis parvogenitalis Skrjabin et Matevosyan, 1945
- Diorchis rensomi Johri, 1939
- Diorchis spinata Mayhew, 1925
- Diorchis stefanskii Czapliński, 1956
- Ditestolepis diaphana (Cholodkowsky, 1906)
- Ditestolepis tripartita Żarnowski, 1955
- Drepanidotaenia lanceolata (Bloch, 1782)
- Echinocotyle brachycephala (Creplin, 1829)
- Echinocotyle clerici Matevosyan et Krotov, 1949
- Echinocotyle druzniensis Jarecka, 1958
- Echinocotyle multiglandularis (Baczyńska, 1914)
- Echinocotyle rosseteri Blanchard, 1891
- Echinocotyle ryjikovi Jogis, 1963
- Echinolepis carioca (Magalhaes, 1898)
- Gastrotaenia dogieli (Ginezinskaja, 1944)
- Gastrotaenia paracygni Czapliński et Ryzhikov, 1966
- Hamatolepis teresoides (Fuhrmann, 1906)
- Lineolepis scutigera (Dujardin, 1845)
- Microsomacanthus abortiva (Linstow, 1904)
- Microsomacanthus arcuata (Kowalewski, 1904)
- Microsomacanthus capillaroides (Fuhrmann, 1906)
- Microsomacanthus compressa (Linton, 1892)
- Microsomacanthus krabbei (Kowalewski, 1894)
- Microsomacanthus melanittae Ryzhikov, 1962
- Microsomacanthus microcephala (Rudolphi, 1819)
- Microsomacanthus paracompressa (Czapliński, 1956)
- Microsomacanthus paramicrosoma (Gąsowska, 1931)
- Microsomacanthus parvula Kowalewski, 1904)
- Microsomacanthus recurvata (Spasskaya et Spasskii, 1961)
- Microsomacanthus rostellata Abildgaard, 1790)
- Microsomacanthus serpentulus (Schrank, 1788)
- Microsomacanthus setigera (Froelich 1789)
- Microsomacanthus spiralibursta (Czapliński, 1956)
- Microsomacanthus stylosa (Rudolphi, 1810)
- Microsomacanthus vistulae (Czapliński, 1960)
- Milina grisea Beneden, 1873
- Monorcholepis dujardini (Krabbe, 1869)
- Myxolepis collaris (Batsch, 1786)
- Nematoparataenia southwelli Fuhrmann, 1934
- Neoskrjabinolepis schaldybini Spasskii, 1947
- Neoskrjabinolepis singularis (Cholodkowsky, 1912)
- Parabisaccanthes philactes (Schiller, 1951)
- Parafimbraria websteri Voge et Read, 1954
- Podicipitilepis laticauda Yamaguti, 1956
- Pseudobotrialepis globosoides (Sołtys, 1945)
- Pseudodiorchis prolifer (Villot, 1880)
- Rodentolepis asymmetrica (Janicki, 1904)
- Rodentolepis circeti (Janicki, 1904)
- Rodentolepis erinacei (Gmelin, 1790)
- Rodentolepis myoxi (Rudolphi, 1819)
- Rodentolepis straminea (Goeze, 1782)
- Sobolevicanthus bisaccatus (Fuhrmann, 1906)
- Sobolevicanthus gracilis (Zeder, 1803)
- Sobolevicanthus gracillisimus Czapliński et Czaplińska, 1990
- Sobolevicanthus kenaiensis (Schiller, 1952)
- Sobolevicanthus liguloides (Hughes, 1847)
- Sobolevicanthus octocanthoides (Fuhrmann, 1906)
- Sobolevicanthus octacanthus (Krabbe, 1869)
- Sobolevicanthus wisniewskii Czapliński, 1956
- Soricina infirma (Żarnowski, 1955
- Staphylocystis bacillaris (Goeze, 1782)
- Staphylocystis furcata (Stieda, 1862)
- Staphylocystis muris-sylvatici (Rudolphi, 1918)
- Staphylocystis scalaris (Dujardin, 1845)
- Staphylocystis tiara (Dujardin, 1845)
- Staphylocystoides stefanskii (Żarnowski, 1954)
- Triodontolepis bifurca (Hamann, 1891)
- Triodontolepis tridontophora (Sołtys, 1954)
- Vampirolepis balsaci (Joyeux et Baer, 1934)
- Vampirolepis ?christensoni (Macy, 1931)
- Vampirolepis fraterna (Stiles, 1936)
- Vampirolepis magnirostellata (Baer, 1931)
- Vampirolepis nana (Siebold, 1882)
- Vampirolepis skrjabinariana (Skarbilovitisch, 1946)
- Vampirolepis spasskii Andreyko, Skvorzov, Konovalov, 1969)
- Vigisolepis spinulosa (Cholodkowsky, 1906)
- Wardium aequabile (Rudolphi, 1810)
- Wardium calumnacantha (Schmidt, 1963)
- Wardium cirrosum (Krabbe, 1869)
- Wardium creplini (Krabbe, 1869)
- Wardium fariciminosa (Goeze, 1782)
- Wardium fusum (Krabbe, 1869)
- Wardoides nyrocae cygni Czapliński, 1967
- Diploposthe bifaria (Siebold in Crepin, 1846)
- Diploposthe laevis (Bloch, 1782)
- Fimbriaria czaplinskii Grytner-Zięcina, 1994
- Fimbriaria fasciolaris Pallas, 1781)
- Fimbriaria mergi Grytner-Zięcina et Cielecka, 1995
- Fimbriaria sarcinalis Grytner-Zięcina et Cielecka, 1994
- Fimbriaria teresae Grytner-Zięcina et Cielecka, 1995
- Fimbriaria intermedia (Fuhrmann, 1913)

#### Tetraphyllidea
Rodzina Taeniidae
- Taenia crassiceps (Zeder, 1800)
- Taenia hydatigena Pallas, 1766
- Taenia laticollis Rudolphi, 1819)
- Taenia multiceps (Leske, 1780) – tasiemiec kręćkowy
- Taenia pisiformis (Bloch, 1780)
- Taenia polyacantha Leucart, 1856
- Taenia rileyi Loewen, 1929
- Taenia saginata Goeze, 1782 - tasiemiec nieuzbrojony
- Taenia serialis (Gervais, 1897)
- Taenia solium Linnaeus, 1758 - tasiemiec uzbrojony
- Taenia taeniaeformis (Batsch, 1786)
- Echinococcus granulosus (Batsch, 1786) – tasiemiec bąblowcowy
- Echinococcus multilocularis Leucart, 1863 – bąblowiec wielojamowy